# Los Cortijos
Los Cortijos é um município da Espanha na província de Ciudad Real, comunidade autónoma de Castilla-La Mancha, de área 94,89 km² com população de 1015 habitantes (2006) e densidade populacional de 10,58 hab/km².

## Demografia
| Variação demográfica do município entre 1991 e 2004 | Variação demográfica do município entre 1991 e 2004 | Variação demográfica do município entre 1991 e 2004 | Variação demográfica do município entre 1991 e 2004 |
| --------------------------------------------------- | --------------------------------------------------- | --------------------------------------------------- | --------------------------------------------------- |
| 1991                                                | 1996                                                | 2001                                                | 2004                                                |
| 1078                                                | 1100                                                | 1012                                                | 1005                                                |